# Richmond Peak (Saint David)
Richmond Peak ist ein Berg auf der Karibikinsel St. Vincent im Staat St. Vincent und die Grenadinen. Er liegt im Westen der Insel auf dem Gebiet des Parish Saint David, südlich des Soufrière. Er erreicht eine Höhe von 1033 m.
Der Walilabou River verläuft an seinem Nordhang nach Westen. Der nächstgelegene Ort ist Richmond. 